# Nogarole Rocca
Nogarole Rocca is een gemeente in de Italiaanse provincie Verona (regio Veneto) en telt 3088 inwoners (31-12-2004). De oppervlakte bedraagt 29,2 km², de bevolkingsdichtheid is 106 inwoners per km².
De volgende frazioni maken deel uit van de gemeente: Pradelle, Bagnolo.

## Demografie
Nogarole Rocca telt ongeveer 1011 huishoudens. Het aantal inwoners steeg in de periode 1991-2001 met 6,5% volgens cijfers uit de tienjaarlijkse volkstellingen van ISTAT.
| Jaar | Inwoneraantal |
| ---- | ------------- |
| 1991 | 2676          |
| 2001 | 2850          |

## Geografie
De gemeente ligt op ongeveer 37 m boven zeeniveau.
Nogarole Rocca grenst aan de volgende gemeenten: Mozzecane, Povegliano Veronese, Roverbella (MN), Trevenzuolo, Vigasio.